# Tizi Ouasli
Tizi Ouasli ou Tizi Ousli (ⵜⵉⵣⵉ ⵏ ⵓⵙⵍⵉ, littéralement le col du marié en berbère) est un village situé au Centre du Rif, à chemin entre la Province de Driouch et Taza et d'Al Hoceima et la ville de Taza dont elle fait partie de la province.
Elle est aussi le centre de la commune portant le même nom Tizi Ouasli.
Tizi Ousli fait partie de la tribu rifaine des Igzennayen.

## Histoire
Contrairement au reste du Rif qui était sous domination espagnole, la région des Igzennayen a été rattachée au protectorat français lors de la colonisation du Maroc en 1912.
Elle a fait partie de la République du Rif entre 1921 et 1926.
La ville a fait partie du « Triangle de la mort ». En effet, c'est sous cette appellation que les colons français vont nommer, la région Aknoul–Boured–Tizi Ousli, où sévissait une importante résistance.
Le 25 novembre 1955, une embuscade de rebelles marocains sur un convoi sanitaire français fait 20 morts parmi les hommes du 16e bataillon de chasseurs à pied.